# Археолошко налазиште Баташина
Археолошко налазиште Баташина је археолошки локалитет који се налази у Степојевцу, општини Лазаревац у граду Београду.
Локалитет је стациониран са десне стране Ибарске магистрале, на самом излазу из Степојевца у делу који се назива Недића крај. На основу истраживања и случајног открића зидане гробнице, године 1981. изведена су сондажна археолошка истраживања мањег обима, која су открила остатке архитектуре из периода 3—4. века, солидне градње и остатке једне луксузније виле рустике, а са друге стране остатак некропиле из 7—8. века. Зидана гробница која је раније откривена на овом подручју датира из 5. или 6. век и говори о комплексности локалитета и континуитету живота на његовом простору.
Сви налази на локалитету Баташина су од великог значаја за изучавање економски и политичких збивања на ширем градском подручју Сингидунума, а ради се о добро очуваним остацима једног економског имања из римског периода. Осим комлекса Дубочај у Гроцкој у Београду нема потпуно истражених економских имања.